# Pedro Páramo
Pedro Páramo è un romanzo scritto da Juan Rulfo, pubblicato nel 1955. In Italia è stato tradotto la prima volta nel 1960.

## Trama
(Juan Rulfo, Pedro Páramo)
Juan Preciado promette alla madre morente di andare a Comala, paese dove avrebbe potuto conoscere suo padre: Pedro Paramo. Il viaggio che Juan Preciado inizia non è solo nello spazio, ma nel tempo. Il paese è abbandonato alla polvere e alla miseria, Juan Preciado viene accolto prima da una donna poi da un'altra, entrambe dimostrano misteriosamente di conoscerlo e gli raccontano la storia della cittadina e di Pedro Paramo: un uomo che è riuscito, attraverso corruzione e violenza, a divenire il signore di Comala, ottenendo potere e impunità.
Juan Preciado rimane smarrito dai racconti e dagli incontri, poiché le persone con cui ha a che fare svaniscono e restano solo gli echi delle loro voci. L'uomo realizza così che Comala è un paese fantasma, abitato solo da spettri e nessuna vita è più possibile lì, tanto che anch'egli dovrà ammettere di essere già sotto terra. La parabola di Pedro Paramo è legata a quella di Comala, il rapporto tra la popolazione e il ricco proprietario terriero non può essere che ostile: Pedro Paramo decide di lasciare morire di fame il paese, ma la rovina di Comala sarà la causa dell'omicidio dello stesso Pedro Paramo.

## Temi e personaggi
Il viaggio che compie Juan Preciado è un percorso verso la conoscenza, non è casuale che sia la madre a spingerlo verso la consapevolezza, è necessario che Juan Preciado raccolga le testimonianze di un mondo che non c'è più, anche se le conseguenze per lui saranno fatali. Nella ricerca di Juan Preciado Comala ha finalmente voce, i suoi abitanti hanno un testimone al quale possono denunciare i soprusi subiti dal dominio di Pedro Paramo, in questo modo è come se si verificasse l'affermazione della verità storica. Pedro Paramo è l'incarnazione del cacicco, figura tipica del potere locale: turpe, autoritario, violento, vero padre padrone di un'intera comunità: padre anche biologico, poiché numerosi sono i figli non riconosciuti avuti da donne che ha impunemente violentato. È questo un tema centrale, necessario per riportare alla memoria la condizione in cui è nato lo Stato messicano, attraverso i soprusi dei ricchi colonizzatori sugli indigeni e sui poveri. Il potere è un tema cardine del romanzo: l'autorità di Pedro Paramo è basata su un matrimonio di convenienza, su omicidi di rivali, su corruzioni, su sfruttamenti. Non solo il potere politico è preso di mira, anche la chiesa, con Padre Renteria, è accusata di essere asservita al dominio economico di Pedro Paramo e di negare persino il sostegno spirituale.
In queste figure si possono riscontrare le forti critiche alla condizione sociale e politica del Messico della prima metà del 1900 (patria di Juan Rulfo), un'analisi che coinvolge anche la disillusione sui vari movimenti rivoluzionari, destinati al fallimento e al tradimento dei propri principi.
La condizione della donna: sia la madre di Juan Preciado sia le donne che lo accolgono a Comala sono tutte vittime della violenza di Pedro Paramo e conservano tra di loro una forte solidarietà, che si trasmette sull'affetto rivolto all'ignaro Juan Preciado, che diventa così figlio di tutta Comala. Tra i personaggi femminili spicca poi Susana San Juan, l'unica donna che Pedro Paramo abbia mai amato e dalla quale, invece, mai è stato contraccambiato. Anche Susana ha subito numerose violenze, ripetutamente dal padre e quindi da Pedro Paramo; le continue vessazioni hanno spinto Susana alla fuga dalla realtà e a cercare rifugio nel sogno: il suo amore, e la sua felicità, sono possibili soltanto nella sua immaginazione, soltanto nell'astrazione troverà la sua rivincita sugli abusi e sulla misera quotidianità. Perfino sul letto di morte Susana non si piegherà alle volontà di Pedro Paramo e di Padre Renteria, anzi, ribatterà alle loro parole di morte descrivendo scene di passione col suo amore immaginario. La realtà non concede scampo, la storia lascia solo i morti.
Comala: Juan Rulfo dichiara che il toponimo deriva da “Comal”, il cui significato è: “Recipiente di argilla che si mette sopra la brace”; ecco simboleggiata già dal nome l'atmosfera asfissiante e la condizione di castigo di vivere sopra le fiamme, nella graticola. Nel romanzo compaiono diverse descrizioni del villaggio: la Comala che emerge dai racconti della madre è un luogo in cui la natura è rigogliosa e la speranza è ancora viva; è un luogo mitico, perduto e lontano. Comala descritta dalle donne a Juan Preciado, quella del passato prossimo, è dominata dalla sensazione di decadenza e d'oppressione, il destino della cittadina è legato a quello di Pedro Paramo: per entrambi la fine sarà di abbandono e di distruzione. Comala che trova il protagonista è spettrale, con costruzioni in rovina, un paese esanime, presenziato solo da voci desolate che rievocano il passato, un luogo intermedio tra la vita e la morte, senza nessuna possibilità di futuro.

## Stile
La struttura temporale della narrazione, l'ambientazione rurale e lo stile crudo dei dialoghi rimandano alla lezione di William Faulkner, anche se come testimonia Carlos Fuentes “Egli (Rulfo) mi diceva sempre: “l'influenza è della letteratura islandese, viene dal racconto “Gente indipendente”, di Halldór Laxness e da altri romanzi di questo autore islandese". Lo stile di Rulfo è raffinato e poliedrico, al linguaggio essenziale che domina il romanzo lo scrittore affianca immagini liriche, l'uso sapiente dei monologhi interiori è accompagnato da una costruzione di dialoghi laconici. La tecnica narrativa è caratterizzata da continui salti temporali, dove vicende passate e presenti si alternano senza linearità, da una successione d'interruzioni brusche e da colpi di scena. Pedro Paramo è divenuto così un caposaldo della corrente del “Realismo magico”, un modello che ha influenzato molti scrittori latino americani.

## Eredità
È nota la dichiarazione di Gabriel García Márquez a proposito del romanzo: “Álvaro Mutis salì a grandi falcate i sei scalini di casa mia con un pacchetto di libri in mano, separò dal mucchio il più piccolo e sbellicandosi dal ridere mi disse: – Leggi questo, cazzo, e impara! – Era Pedro Páramo. Quella notte non potei dormire prima di averlo letto una seconda volta. Mai, dalla notte tremenda in cui lessi La Metamorfosi, dieci anni prima, in una lurida pensione per studenti a Bogotà, avevo provato una commozione simile”. Per García Márquez la rilevanza della lettura di Pedro Páramo è evidente anche nel suo libro più conosciuto, l'incipit di Cent'anni di solitudine: “Molti anni dopo, davanti al plotone di esecuzione, il colonnello Aureliano Buendìa si sarebbe ricordato di quel remoto pomeriggio…”; ricalca la struttura di un periodo che si trova in Pedro Páramo: “Molti anni dopo padre Renteria si sarebbe ricordato della notte in cui la scomodità del letto…”. Scrittori come Jorge Luis Borges, Gabriel García Márquez, Julio Cortázar, Carlos Fuentes, Álvaro Mutis e Susan Sontag hanno encomiato il romanzo. 
Durante la lunga stesura il romanzo ha avuto diversi titoli: “I deserti della Terra”; “Una stella accanto alla luna” e “I mormorii”.

### Adattamenti cinematografici
Nel 1966 è stato realizzato un film omonimo, per la regia di Carlos Velo e la sceneggiatura di Carlos Fuentes, Gabriel García Márquez, Manuel Barbachano e Carlos Velo. Nel 2024 ne è stato realizzato un secondo, per la regia di Rodrigo Prieto.

## Edizioni
- Juan Rulfo, Pedro Páramo, Feltrinelli, 1960.
- Juan Rulfo, Pedro Páramo, traduzione di Paolo Collo, Giulio Einaudi Editore, 2004.